# Jacob Michael Kunkel
Jacob Michael Kunkel (ur. 13 lipca 1822 we Frederick, Maryland, zm. 7 kwietnia 1870 we Frederick, Maryland) – amerykański polityk i prawnik związany z Partią Demokratyczną. W latach 1857–1861 przez dwie kadencje Kongresu Stanów Zjednoczonych był przedstawicielem piątego okręgu wyborczego w stanie Maryland w Izbie Reprezentantów Stanów Zjednoczonych.